# Rato (Bolo)
Rato is een bestuurslaag in het regentschap Bima van de provincie West-Nusa Tenggara, Indonesië. Rato telt 5864 inwoners (volkstelling 2010).